# Martin Šušteršič
Martin Šušteršič, slovenski nogometaš, * 30. november 1992, Kranj.
Šušteršič je profesionalni nogometaš, ki igra na položaju branilca. Od leta 2013 je član avstrijskega kluba ATUS Ferlach. Ped tem je igral za slovenska kluba Triglav Kranj in Kranj. Skupno je v prvi slovenski ligi odigral 32 tekem. Leta 2012 je odigral eno tekmo za slovensko reprezentanco do 20 let.